# Lyres
Lyres — американская группа гаражного рока, основанная в 1979 году, участниками распавшейся группы DMZ. Состав возглавляет вокалист Jeff "Monoman" Conolly, он же остаётся единственным постоянным участником группы. Источник Allmusic называет их звучание спортивным, энергичным трэш-роком, вдохновлённым группами The Seeds, ? & the Mysterians, The Stooges и ранним британским вторжением (особенно ранними The Kinks).

## Дискография

### LP
- On Fyre (1984)
- Lyres Lyres (1986)
- A Promise Is A Promise (1986)
- Recorded Live At Cantones ( Pryct PR-1003 1987)
- Happy Now (1988)
- Some Lyres (1994)

### EP
- AHS1005 12" 45 rpm (Ace of Hearts 1981)
- Lyres (1985), New Rose
- Nobody But Lyres 12" 33 rpm (TAANG! Records 1992)

### Синглы
- "How Do You Know?" b/w "Don't Give It Up Now" Sounds Interesting S145-002A/B 1979
- "Help You Ann"
- "We Sell Soul" b/w "Busy Body" Tanng Records 62 NR 18682-1 2006
- "Don't Give It Up Now" c/w "How Do You Know?" Dirty Water Records 2007

### CD
- On Fyre + 8 Bonus Tracks (New Rose 35 CD 1984)
- A Promise Is A Promise ((Ace Of Hearts - AHS 325) 1988)

### Сборник
- "Hotel Massachusetts"

## Видеоклипы
- Lyres - Don't give it up now
- Lyres - How Do You Know? (Live)

## Связанные группы
- Barrence Whitfield And The Savages - Howard Ferguson, Peter Greenberg,  Phil Lenker
- DMZ - Jeff Conolly, Mike Lewis, Peter Greenberg, Paul Murphy
- The Real Kids - Howard Ferguson
- The Zantees - Mike Lewis
- The A-Bones - Mike Lewis
- Yo La Tengo - Mike Lewis
- Darker My Love - Jared Everett